# 신상옥
신상옥(申相玉, 본명: 신태서, 본명 한자: 申泰瑞, 1925년 9월 12일~2006년 4월 11일)은 대한민국의 영화감독이다. 아직 일제 강점기 시대였던 함북 부령 청진읍 출생으로, 1945년 8월 15일 해방 이후 월남한 실향민 출신이다. 영화 감독 데뷔 초기 당시에는 주된 미술적 감각 기법의 신차원적인 영화 제작인이었다.
본관은 평산(平山)이고 아명은 신태서(申泰瑞)·신태익(申泰益)이며 영문명(英文名)은 Simon Sheen이다.

## 생애
함경북도 부령군 청진읍에서 출생하였으며 지난날 한때 함북 회령군을 거쳐 함북 경성군에서 잠시 유아기를 보낸 적이 있는 그는 1943년에 함북 경성고등보통학교를 졸업 이후 도일하여 1945년 5월, 2년제 대학교인 일본 도쿄 미술전문학교를 2학년 때에 중퇴하였다. 을유 광복(8.15 해방)이 도래한 직후에 귀국했으며, 이후 평산 신씨 직계 일가족들과 모두 함께 미군정 시대의 수도 서울로 월남해 20대의 청년 신상옥은 영화감독 최인규 문하에서 일했다.
1946년 서양화가로 화단에 첫 등단한 적이 있었고, 1948년 영화 《희망의 마을》로 영화 미술감독 데뷔하였으며, 이듬해 1949년 영화 《여성일기》를 미술감독하였고, 이어 같은 해 1949년 영화 《파시》로 영화 조감독 데뷔하였으며, 1952년에 16mm 영화인 《악야》라는 작품으로써 본격적인 영화감독으로 데뷔하였다.
영화배우인 두번째 부인 최은희(본명 최경순)와는 1956년에 두번째 결혼하였고 2남 3녀(5남매, ; 장녀 신진환, 장남 신정균, 차녀 신명희, 차남 신상균, 3녀 신승리)를 두었으며, 장남인 신정균 역시 아버지의 뒤를 이어 영화감독으로 활동 중이다. 두번째 아내인 최은희가 1978년 1월 14일에 영국령 홍콩에서부터 조선민주주의인민공화국의 공작원에 의해 납북된 이후, 그녀의 행방을 찾다가 그 역시 같은 해 7월 19일에 홍콩에서 납북되었다. 조선민주주의인민공화국에서 신필름영화촬영소 총장을 맡으면서 《소금》, 《불가사리》 등의 영화를 제작했다.
1986년 3월 13일에 최은희와 함께 오스트리아의 수도 빈에 있던 도중에, 오스트리아 주재 미국 대사관으로 탈출하면서부터, 탈북에 성공했다. 1987년 김현희가 일으켰던 대한항공 858편 폭파 사건이 일어난 후에는 이 사건을 다룬 반공 영화인 《마유미》를 1990년 6월 9일에 제작하기도 했다. 1994년 칸 영화제 심사위원을 지냈다. 2000년에 미국에서 대한민국으로 돌아왔다. 이후 간 이식 수술을 받았지만 건강이 악화되어 2006년 4월 11일 지병으로 사망했다. 참고로 신상옥 감독의 사망일은 생전에 그가 상당히 아낀 영화배우 엄앵란(본명 엄인기)의 만70세 생일이기도 했다. 묘소는 경기도 안성시 보개면 북가현리 소재 천주교 공원묘지에 안장되었다. 향년 80세

## 사후
- 그를 기리는 《공주 신상옥 청년 영화제》가 2007년부터 충청남도 공주시에서 해마다 열리고 있다.[10]
- 한국영화 발전에 기여한 공을 인정받아 2006년 4월 11일 사후 금관문화훈장을 추서받았다.[11]

## 이외 전력
- 신필름 CEO 사장
- 동아방송대학 초빙교수

## 작품

### 감독
- 1952년 《악야》(16mm 영화)
- 1958년 《어느 여대생의 고백》
- 1960년 《로맨스 빠빠》
- 1960년 《이 생명 다하도록》
- 1961년 《성춘향》
- 1961년 《사랑방 손님과 어머니》
- 1961년 《상록수》
- 1962년 《열녀문》
- 1964년 《빨간 마후라》
- 1964년 《벙어리 삼룡》
- 1968년 《여자의 일생》
- 1969년 《천년호》
- 1971년 《전쟁과 인간》
- 1973년 《이별》
- 1974년 《13세 소년》
- 1974년 《한강》
- 1974년 《속 이별》
- 1975년 《아이 러브 마마》
- 1976년 《여수 407호》
- 1976년 《여수 407호 2》
- 1980년 《사랑 사랑 내사랑》(북한)
- 1984년 《탈출기》(북한)
- 1984년 《돌아오지 않은 밀사》(북한)
- 1985년 《소금》(북한)
- 1985년 《심청전》(북한)
- 1985년 《불가사리》(북한)
- 1990년 《마유미》
- 2004년 《겨울이야기》

### 각본
- 1958년 《어느 여대생의 고백》
- 1975년 《장미와 들개》
- 1994년 《증발》
- 1994년 《닌자 키드 2 - 돌아온 닌자 키드》(미국)

### 연출
- 1961년《연산군》
- 1975년 《장미와 들개》
- 1975년 《춘희 75》
- 1984년 《사랑 사랑 내사랑》(북한)
- 1994년 《증발》
- 1995년 《닌자 키드 3》(미국)

### 기획
- 1994년 《닌자 키드 2 - 돌아온 닌자 키드》(미국)

### 제작
- 1952년 《악야》(16mm 영화)
- 1961년 《연산군》
- 1961년 《성춘향 (영화)》
- 1961년 《상록수》
- 1961년 《사랑방 손님과 어머니》
- 1964년 《빨간 마후라》
- 1964년 《검은 상처의 부루스》
- 1969년 《눈물의 여인》

### 편집
- 1952년 《악야》(16mm 영화)

## 신상옥을 연기한 배우

### TV 드라마
- 《제4공화국》 (1995년, 문화방송) - 박영태

### 영화
- 《거미집》 (2023년) - 정우성[12]

## 수상
- 1962년 제5회 부일영화상 작품상·감독상(사랑방손님과 어머니)
- 1962년 제1회 대종상 작품상(연산군), 감독상(사랑방손님과 어머니)
- 1962년 제9회 아시아영화제 최우수극영화작품상(사랑방손님과 어머니)
- 1963년 제2회 대종상 작품상(열녀문)
- 1964년 제11회 아시아영화제 감독상(빨간마후라)
- 1965년 제4회 대종상영화제 최우수작품상·감독상(벙어리 삼룡이)
- 1965년 제12회 아시아영화제 감독상(쌀)
- 1968년 제7회 대종상 작품상·감독상(대원군)
- 1969년 제15회 아시아영화제 감독상(이조여인 잔혹사)
- 1971년 제17회 아시아영화제 감독상(전쟁과 인간)
- 1972년 대종상 감독상(평양폭격대)
- 1973년 제10회 청룡영화상 작품상(삼일천하)

## 같이 보기
- 오수미
- 김중만
- 윤영실
- 박암
- 김학성
- 차태진
- 최경옥
- 신영균
- 신성일
- 신일룡
- 신영일
- 신정균
- 신승리